# Kompetenční zákon
Kompetenční zákon je zákon č. 2/1969 Sb., o zřízení ministerstev a jiných ústředních orgánů státní správy České republiky, kterým se určují jednotlivé ústřední orgány a upravuje jejich působnost.
Jsou to ty, v jejichž čele stojí člen vlády:
- Ministerstvo financí
- Ministerstvo zahraničních věcí
- Ministerstvo školství, mládeže a tělovýchovy
- Ministerstvo kultury
- Ministerstvo práce a sociálních věcí
- Ministerstvo zdravotnictví
- Ministerstvo spravedlnosti
- Ministerstvo vnitra
- Ministerstvo průmyslu a obchodu
- Ministerstvo pro místní rozvoj
- Ministerstvo zemědělství
- Ministerstvo obrany
- Ministerstvo dopravy
- Ministerstvo životního prostředí

A tyto další:
- Český statistický úřad
- Český úřad zeměměřický a katastrální
- Český báňský úřad
- Úřad průmyslového vlastnictví
- Úřad pro ochranu hospodářské soutěže
- Správa státních hmotných rezerv
- Státní úřad pro jadernou bezpečnost
- Národní bezpečnostní úřad
- Energetický regulační úřad
- Úřad vlády České republiky
- Český telekomunikační úřad
- Úřad pro ochranu osobních údajů
- Rada pro rozhlasové a televizní vysílání
- Úřad pro dohled nad hospodařením politických stran a politických hnutí
- Úřad pro přístup k dopravní infrastruktuře
- Národní úřad pro kybernetickou a informační bezpečnost
- Národní sportovní agentura